# Fritz Dirscherl
Fritz Dirscherl (* 2. Dezember 1932; † 6. Mai 2021) war ein deutscher Ringer.

## Werdegang
Fritz Dirscherl begann im Alter von 13 Jahren zusammen mit zwei Brüdern das Ringen beim ATSV Kelheim in der Nähe von Regensburg. 1949 und 1950 wurde er deutscher Jugendmeister in der Gewichtsklasse +70 kg. Bei den Aktiven stellte er sehr rasch den Anschluss an die deutsche Spitzenklasse her, die er schon mit 20 Jahren erreicht hatte. Neben dem Sport absolvierte er erfolgreich ein Studium zum Bauingenieur. Fritz Dirscherl litt darunter, dass er mehrere Male, obwohl sportlich qualifiziert, nicht zu Olympischen Spielen oder Weltmeisterschaften entsandt wurde, weil diese in weit entfernten Ländern stattfanden (Australien, Japan) und der Deutsche Ringerbund (DAB) nur sehr wenige Ringer zu diesen Titelkämpfen entsenden konnte.

## Internationale Erfolge
| Jahr | Platz | Veranstaltung                  | Stil | Gewichtsklasse | |
| ---- | ----- | ------------------------------ | ---- | -------------- | --- |
| 1955 | 7.    | Weltmeisterschaft in Karlsruhe | GR   | Halbschwer     | nach Siegen über Grosselj, Jugoslawien und Kurt Rusterholz, Schweiz und einer Niederlage gegen den späteren Weltmeister Walentin Wladimirowitsch Nikolajew, UdSSR |
| 1957 | 6.    | Weltmeisterschaft in Teheran   | F    | Halbschwer     | nach unentschiedenen Kämpfen gegen Neuhaus, Schweiz und György Gurics, Ungarn und einer Niederlage gegen Nouri, Iran                                              |

- 1961 Dirscherl rang im Länderkampf Deutschland – UdSSR gegen Niglas unentschieden.

Anm.: GR = griechisch-römischer Stil, F = Freistil, Halbschwergewicht, damals bis 87 kg Körpergewicht

## Erfolge bei deutschen Meisterschaften
| Jahr | Platz | Ort                   | Stil | Gewichtsklasse |                                                              |
| 1953 | 1.    | Stuttgart             | GR   | Halbschwer     | vor Herbert Börsig, Köln und Herbert Albrecht (Ringer), Suhl |
| 1954 | 2.    | Dortmund              | GR   | Halbschwer     | hinter Herbert Albrecht (Ringer) und vor Börsig              |
| 1955 | 2.    | Kirrlach              | F    | Halbschwer     | hinter Horst Heß, Dortmund                                   |
| 1957 | 1.    | Duisburg              | GR   | Halbschwer     | vor Franz Wiesholler, Witten-Annen                           |
| 1957 | 1.    | München               | F    | Halbschwer     | vor Ernst Ganßert, Frankfurt am Main                         |
| 1958 | 2.    | Ludwigshafen am Rhein | F    | Halbschwer     | hinter Ernst Ganßert                                         |
| 1960 | 1.    | Ketsch                | GR   | Halbschwer     | vor Helmut Gössner, Friesenheim                              |
| 1960 | 2.    | München               | F    | Halbschwer     | hinter Ernst Ganßert                                         |
| 1961 | 1.    | Bonn                  | F    | Halbschwer     | vor Ganßert und Manfred Spohr, Hannover                      |
| 1962 | 1.    | Lahr                  | F    | Mittel         | vor Armin Lippold, Köln                                      |

Anm.: Aufgrund einer Neueinteilung der Gewichtsklassen 1962 reichte das Mittelgewicht nunmehr bis 87 kg und das Halbschwergewicht bis 97 kg Körpergewicht.